# Divisione No. 16 (Alberta)
La Divisione No. 16 è una divisione censuaria dell'Alberta, Canada di 53.080 abitanti, che ha come capoluogo Fort McMurray.

## Comunità
- Town
  - Fort Chipewyan

- Centro speciale
  - Fort McMurray

- Frazioni
  - Anzac
  - Chard
  - Conklin

- Insediamenti indiani
  - Fort Mackay

- Distretti Municipali
  - Wood Buffalo (include Fort McMurray)

- Distretti di miglioramento
  - Improvement District No. 24 (Parco nazionale Wood Buffalo)

- Riserve
  - Allison Bay 219
  - Charles Lake 225
  - Chipewyan 201 (A - G)
  - Clearwater 175
  - Collin Lake 223
  - Cornwall Lake 224
  - Devil's Gate 220
  - Dog Head 218
  - Fort Mackay
  - Fort McKay 174
  - Gregoire Lake 176 e 176A
  - Janvier 194
  - Namur Lake 174B
  - Namur River 174A
  - Old Fort 217
  - Sandy Point 221
  - Thabacha Náre 196A
  - Thebathi 196